# Solo pour deux (Grisey)
Pour les articles homonymes, voir Solo pour deux (homonymie).
Solo pour deux est une pièce pour clarinette et trombone composée par Gérard Grisey en 1981-1982. La pièce a été commandée par le Centre Georges-Pompidou. Le titre est un oxymore qui est désormais très utilisé lors d'auditions de deux élèves en référence à  la pièce de Gérard Grisey.
La critique n'a pas toujours été tendre à  la première de l'œuvre, néanmoins la pièce est régulièrement étudiée et jouée : « Solo pour deux (clarinette et trombone), de Gérard Grisey, a déçu, venant d'un musicien aussi doué. Était il bon de donner à Venise cette étude pour le laboratoire de l'IRCAM, qui " explore les zones de fusion et de complémentarité des deux instruments ", malgré son amusante introduction " érotique ", où la clarinette enfouit sa tête dans l'embouchure du trombone ? »
La pièce est publiée par Ricordi, Paris, (nº R. 2313).

## Enregistrements
- Solo Pour Deux : Solo pour deux (1981) pour clarinette et trombone (premier enregistrement), Anubis-Nout (1983), deux pièces pour clarinette contrebasse à la mémoire de mon ami Claude Vivier, assassiné en mars 1983, Stèle (1995) pour 2 percussionnistes, Charme (1969) pour clarinette (premier enregistrement), Tempus ex machina (1979) pour 6 percussionnistes (premier enregistrement). Avec Ernesto Molinari, clarinettes; Uwe Dierksen, trombone ; Stephan Meier, Peppie Wiersma, Ensemble S (Stephan Meier, Arnold Marinissen, Peppie Wiersma, Dirk Rothbrust, Norbert Krämer, Wilbert Grootenboer), percussion, (Kairos 0012502KAI, 2005)[2]